# Villaines-les-Rochers
Villaines-les-Rochers ist eine französische Gemeinde mit 1.043 Einwohnern (Stand: 1. Januar 2022) im Département Indre-et-Loire in der Region Centre-Val de Loire. Sie gehört zum Arrondissement Tours und zum Kanton Chinon. Die Einwohner werden Villainois genannt.

## Geographie
Die Gemeinde Villaines-les-Rochers liegt im Regionalen Naturpark Loire-Anjou-Touraine, etwa 22 Kilometer südwestlich von Tours in der Touraine. Umgeben wird Villaines-les-Rochers von den Nachbargemeinden Cheillé im Nordwesten und Norden, Saché im Nordosten und Osten, Neuil im Südosten und Süden sowie Avon-les-Roches im Südwesten und Westen.

## Bevölkerungsentwicklung
| Jahr                       | 1962 | 1968 | 1975 | 1982 | 1990 | 1999 | 2006 | 2013 | 2021 |
| Einwohner                  | 856  | 836  | 808  | 932  | 930  | 918  | 922  | 1023 | 1032 |
| Quellen: Cassini und INSEE |      |      |      |      |      |      |      |      |      |

## Sehenswürdigkeiten
- Kirche Saint-André aus dem 11. Jahrhundert
- Korbflechterei-Museum und diverse Exponate in der Gemeinde

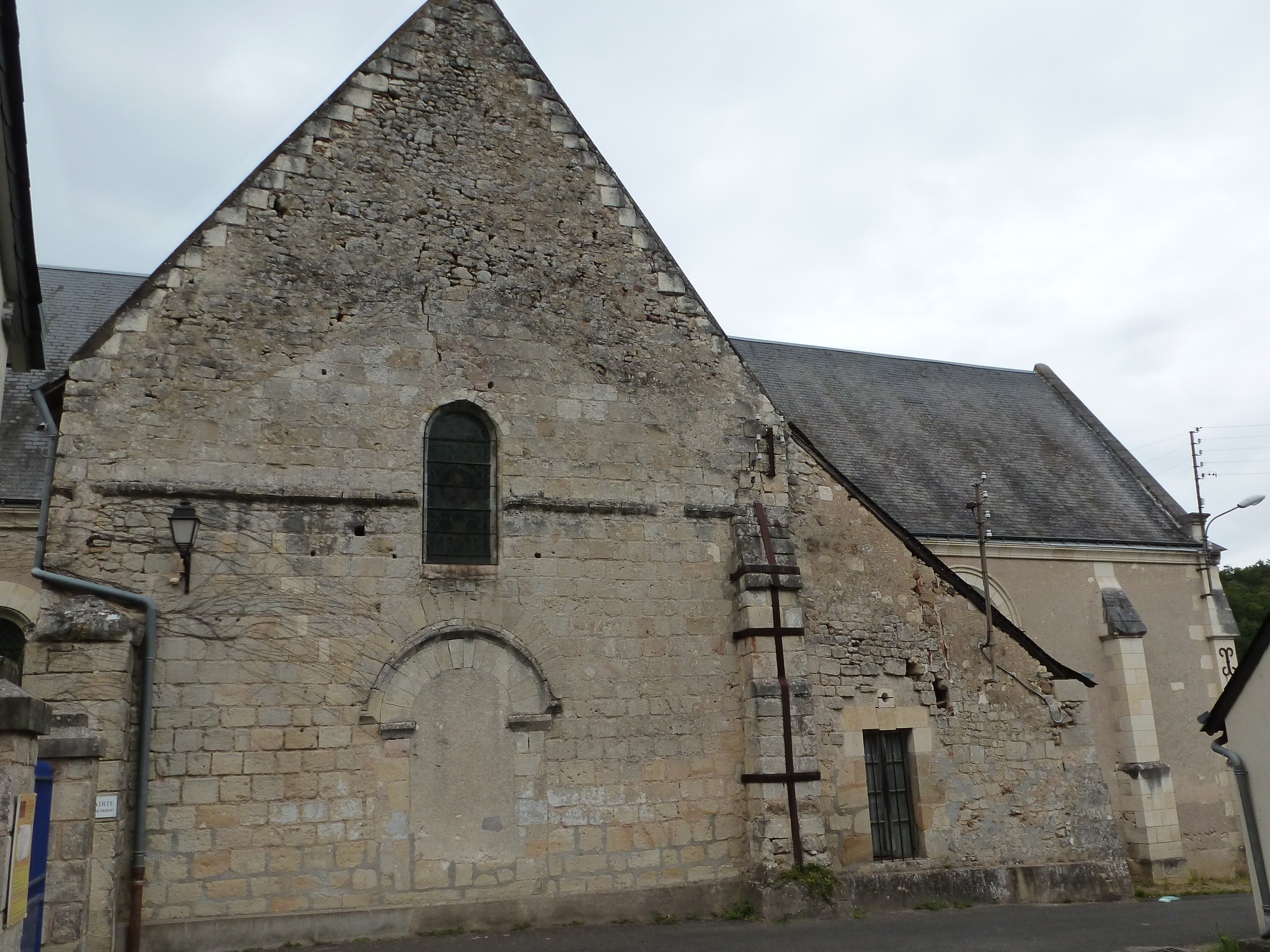
Ehemalige, heute verfallene romanische Kirche in Villaines-les-Rochers
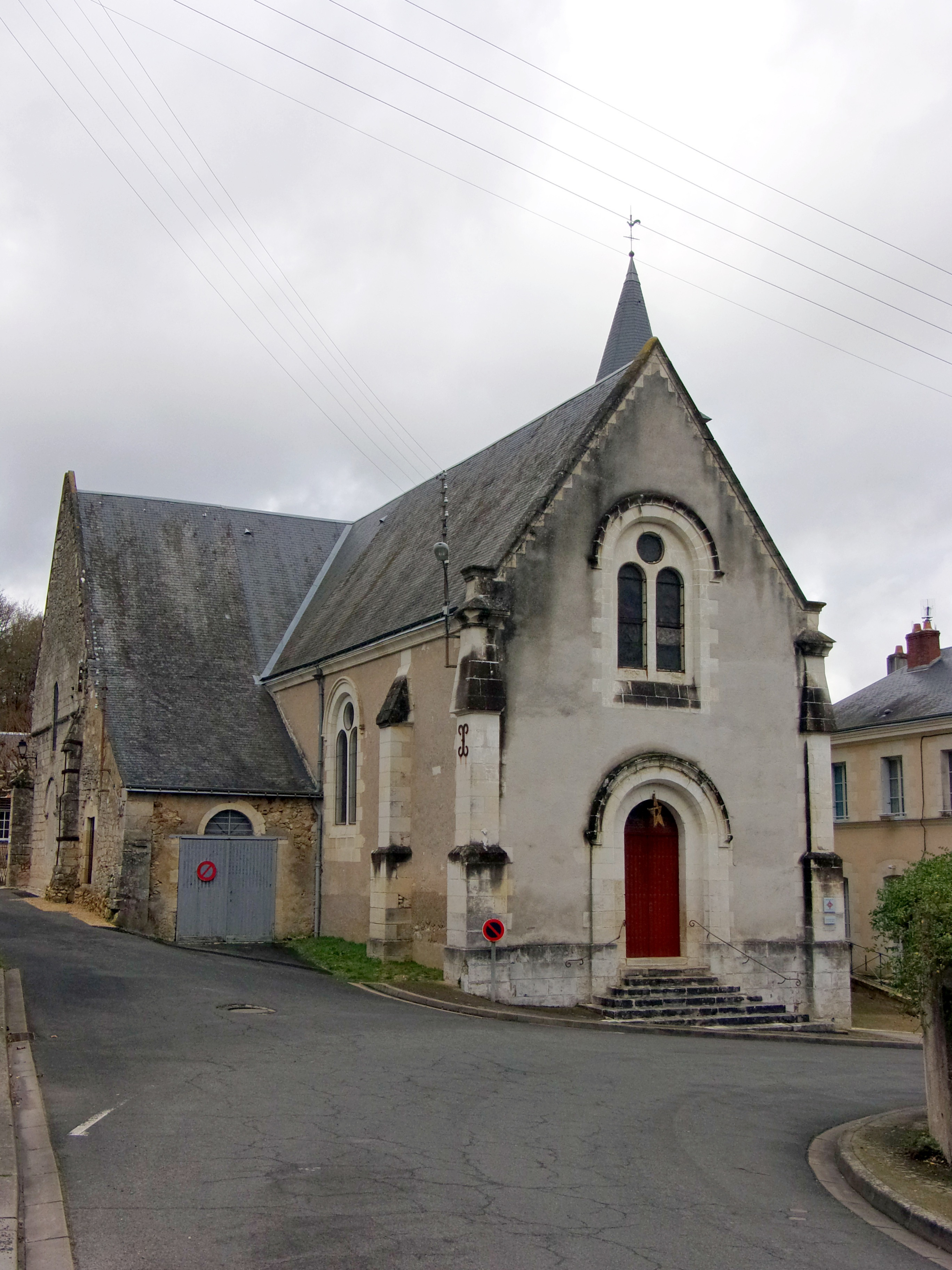
Aktuelle Kirche Saint-André
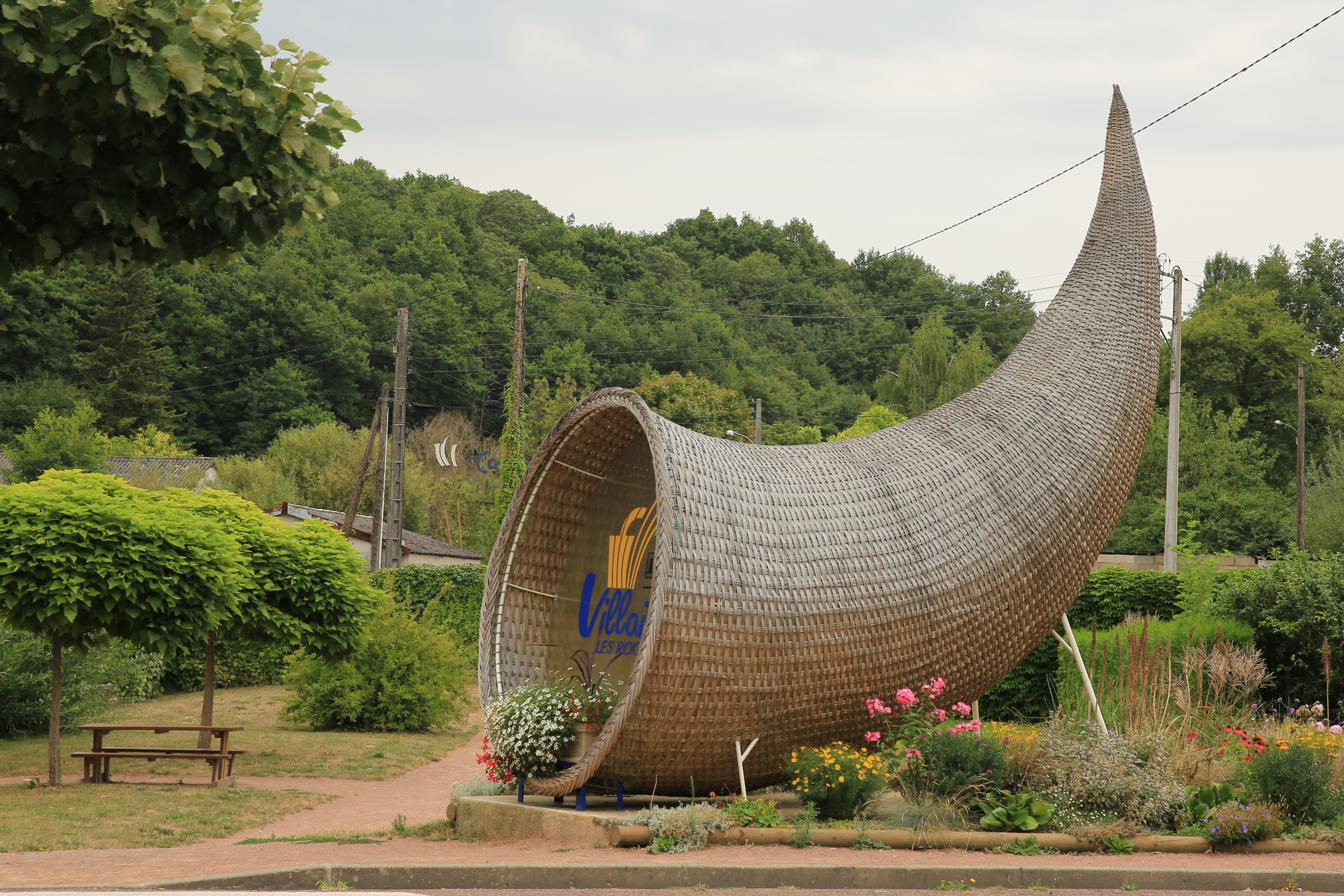
Korb-Füllhorn vor dem Museum
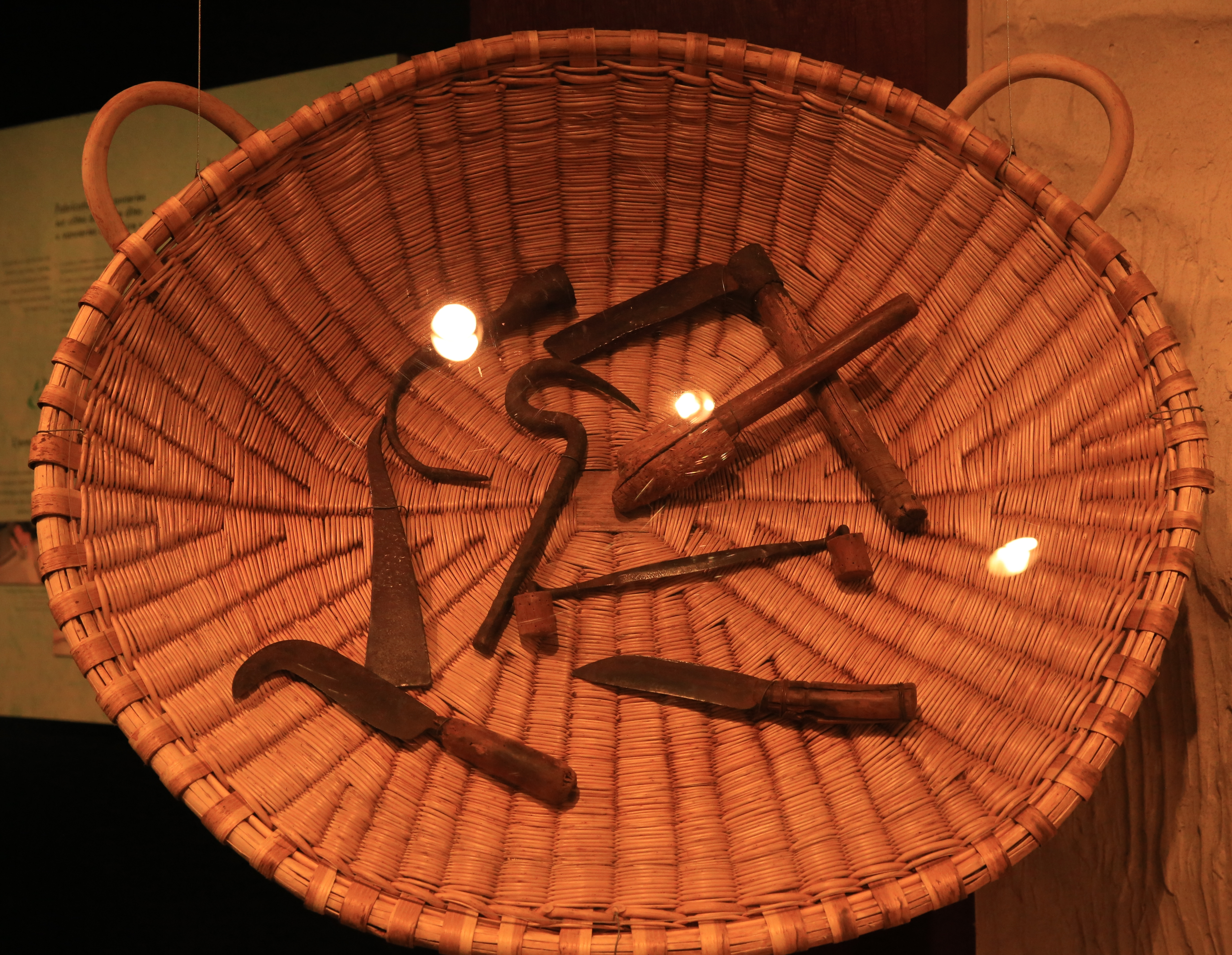
Korbmacher-Werkzeuge im Museum
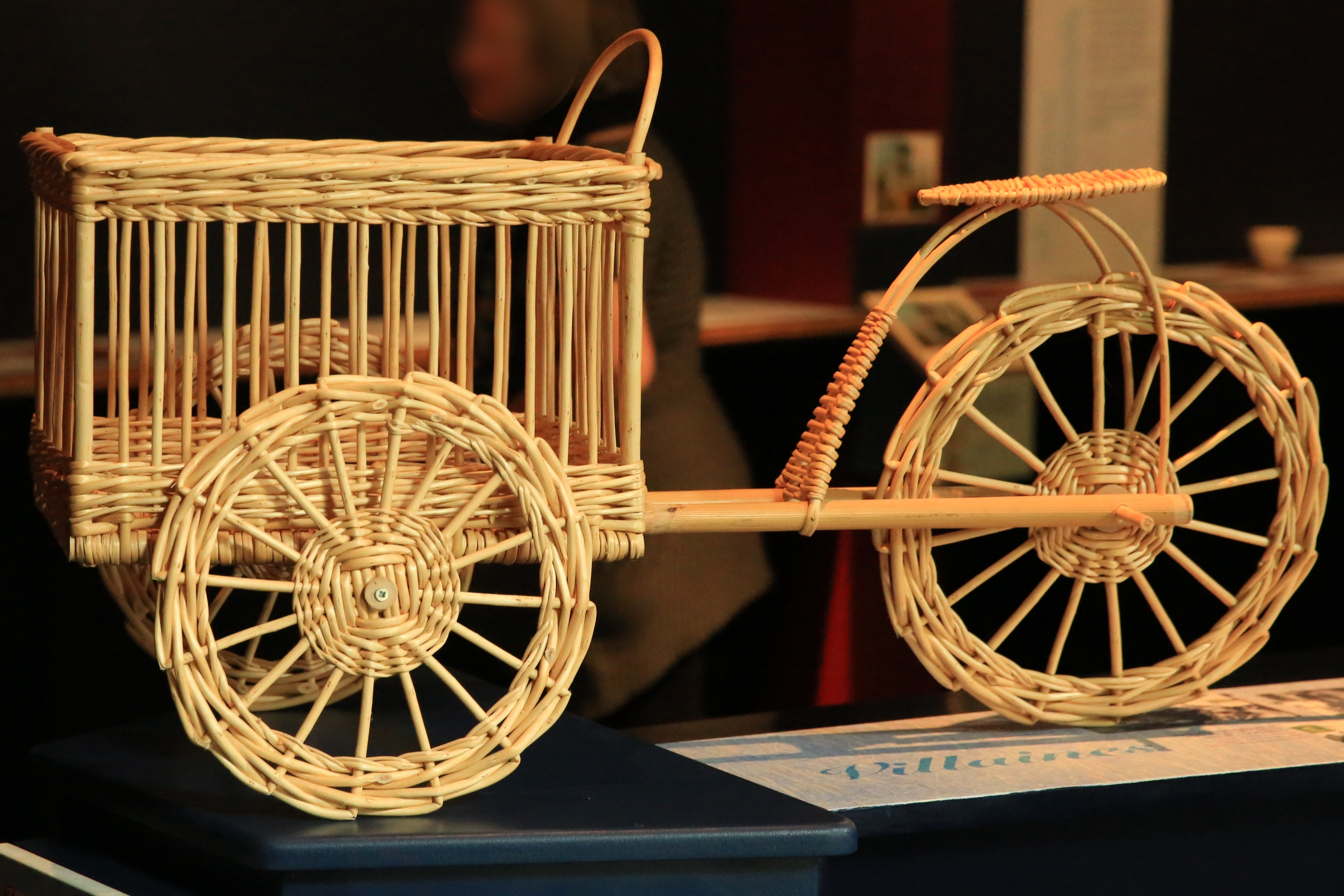
Rattan-Dreirad-Modell im Museum